# Squamidium ternstroemiae
Squamidium ternstroemiae là một loài Rêu trong họ Meteoriaceae. Loài này được (Brid.) Broth. miêu tả khoa học đầu tiên năm 1925.